# Amaral
|  | Per a altres significats, vegeu «Ana Luísa Amaral». |

Amaral és un grup musical de Saragossa (Aragó) format per Eva Amaral (vocalista i compositora) i Juan Aguirre (guitarrista i compositor).

## Formació
El grup Amaral, neix l'1 de gener de 1997. El nom del grup és el cognom de l'Eva, i va ser escollit pel Juan.
El seu estil musical es podria anomenar pop/rock, però fusionat amb ritmes llatins, sintetitzadors, i lletres d'alt contingut poètic.
El 1997 es traslladen de Saragossa a Madrid. Aquest mateix any, firma amb Virgin-EMI i el 5 de maig, de 1998, surt a la venda el seu primer àlbum, de nom homònim, sota la producció de Pancho Varona.
Amb el seu disc a la venda, Amaral es va anar obrint pas a través de l'escena musical, i guanyant-se seguidors per tota la geografia espanyola.

## Debut musical
El seu primer àlbum tenia 5 cançons: "Rosita", "Voy a acabar contigo", "No sé qué hacer con mi vida", "Un día más" y "Tardes". Aquest àlbum va vendre al voltant de 40.000 còpies.
L'any 2000, després de fer una gira de presentació amb el seu primer disc, i haver-se fet un espai a l'escena musical del pop espanyol, Amaral gravava a Londres el seu segon àlbum, anomenat "Una pequeña parte del mundo", sota la producció de Cameron Jenkins. Un disc més madur que contenia 13 cançons. 12, pròpies del grup, i una versió de la desapareguda Cecilia.
Aquest segon àlbum tenia 4 'singles': "Como hablar", "Subamos al cielo", "Cabecita loca", "Nada de nada". Va vendre 100.000 còpies.

## Èxit musical
Dos anys més tard, Amaral entra de nou a l'estudi i novament, sota la producció de Jankins, grava el seu tercer àlbum, de nom "Estrella de mar": Àlbum que es convertiria en el disc nacional del 2002. Amb ell, van aconseguir una gran quantitat de premis, entre els quals destaquen un MTV European Award al millor artista espanyol, i 5 premis de música. També, amb aquest disc, Amaral salta a la internacionalització, en ser editada el 2003 una nova versió, a Amèrica.
Publica 6 cançons: "Sin ti no soy nada", "Te necesito", "Toda la noche en la calle", "Moriría por vos", "Estrella de mar", "Salir corriendo". Ha venut 800.000 còpies.

## Altres camps artístics
El 2003, Eva Amaral es llença al món del cine com a protagonista d'un curt dirigit per Andreu Arau anomenat "Flores de Maika", en el que dona vida a una dona que mor a mans de la seva parella. La cançó "Salir corriendo" va formar part del BSO de la pel·lícula, i va coincidir amb la sortida del sisè disc.
L'estiu del 2004, quan Amaral es disposava a gravar un nou disc, Juan Aguirre pateix una lesió a la seva mà, cosa que causa, a més de posposar la gravació, que la seva companya Eva fes de telonera de Bob Dylan en la seva gira per Espanya.

## Quart disc
El novembre del 2005 l'Eva i el Juan parteixen cap a Londres on a l'Eden Studios, sota la producció de Cameron Jenkins, graven el seu quart àlbum titulat "Pájaros en la cabeza". Amb 14 noves cançons, Eva i Juan tornen a la música carregats de pop i rock en aquestes noves cançons.
El disc surt a la venda el 14 de març del 2005, i el juny, comença la seva gira a Salamanca, que recorreria tot Espanya, fins a mitjans del mes d'octubre. Durant aquesta gira, Amaral s'atura el 15 de setembre a Barcelona per gravar el concert i editar-lo en DVD, el qual sortiria a la venda el 28 de novembre d'aquest mateix any sota el nom de "El comienzo del big bang".
"Pájaros en la cabeza" va ser el disc més venut a Espanya el 2005.
El disc ha venut 500.000 còpies a tot el món i ha llançat 4 cançons: "El universo sobre mí", "Días de verano", "Marta, Sebas, Guille y los demás" i "Resurrección".

## Cinquè treball
"Gato negro ♦ Dragón rojo" és el cinquè treball discogràfic del duo espanyol Amaral, estrenat a Espanya el 27 de maig de 2008. La seva producció va acabar el 25 d'abril del mateix any.
Compta amb 19 cançons, entre les quals es troben "Biarritz" composta per Juan Aguirre per al seu anterior grup, "Días de vino y rosas", "El artista del alambre" que Eva i Juan van escriure per a la pel·lícula "Fuera de carta", i "Doce palabras" en la qual Peter Buck, guitarrista de REM, ha participat amb la seva guitarra de dotze cordes.
L'àlbum conté dos CDs, cadascun amb un nom: 'Gato negro' i 'Dragón rojo'.

## Discografia

### CDs
| • Amaral (1998) |
| --- |
| 1. Rosita 2. Un día más 3. Voy a acabar contigo 4. Cara a cara 5. Tardes 6. No existen los milagros 7. Lo quiero oír de tu boca 8. Habla 9. 1997 10. Dile a la rabia 11. Soy lo que soy 12. No sé qué hacer con mi vida 13. Mercado negro |

Primer disc tret a la venda el 5 de maig de 1998. Produït per Pancho Varona.
| • Una pequeña parte del mundo (2000) |
| --- |
| 1. Subamos al cielo 2. Cabecita loca 3. Como hablar 4. Los aviones no pueden volar 5. Queda el silencio 6. Una pequeña parte del mundo 7. Botas de terciopelo 8. Volverá la suerte 9. El día de año nuevo 10. El mundo al revés 11. Siento que te extraño 12. Nada de nada 13. El final |

Segon disc tret a la venda el 17 de març del 2000, gravat a Londres i produït per Cameron Jenkins.
| • Estrella de mar (2002) |
| --- |
| 1. Sin ti no soy nada 2. Moriría por vos 3. Toda la noche en la calle 4. Te necesito 5. ¿Qué será? 6. Salir corriendo 7. Estrella de mar 8. Rosa de la paz 9. No sabe dónde va 10. De la noche a la mañana 11. El centro de mis ojos 12. En sólo un segundo |

Tercer disc tret a la venda el 4 de febrer del 2002, produït per Cameron Jenkins.
El disc compte amb col·laboracions de luxe: Danny Cummings (Mark Knopfler, Bryan Adams) a la percussió; Tony Beard (Mike Oldfield, Mick Jagger) a la bateria; Russell Milton (Waterboys) baix; Melvin Duffyel (Robbie Williams, Sting) al pedal steel guitar; Danny Shogger (George Michael, Paul McCartney) als instruments de teclat i Echo String Quartet als instruments de corda.
| • Pájaros en la cabeza (2005) |
| --- |
| 1. El universo sobre mí 2. Días de verano 3. Revolución 4. Mi alma perdida 5. Marta, Sebas, Guille y los demás 6. Esta madrugada 7. Big bang 8. Enamorada 9. Tarde para cambiar 10. En el río 11. Resurrección 12. Confiar en alguien 13. Salta 14. No soy como tú |

Quart disc tret a la venda el 14 de març de 2005 en dues edicions diferents: en CD o DVD.
| • Gato negro |
| --- |
| 1. Kamikaze 2. Tarde de domingo rara 3. La barrera del sonido 4. Las chicas de mi barrio 5. Esta noche 6. Las puertas del infierno 7. Biarritz 8. Gato negro 9. Rock&Roll |

| • Dragón rojo |
| --- |
| 1. Perdoname 2. Alerta 3. El blues de la generación perdida 4. De carne y hueso 5. Dragón rojo 6. Es sólo una canción 7. El artista del alambre 8. Deprisa 9. Doce palabras 10. Concorde |

"Gato negro ♦ Dragón rojo" és el seu cinquè treball, estrenat a Espanya el 27 de maig de 2008. L'àlbum conté dos CDs, cadascun amb un nom.

### DVDs
| • El comienzo del Big bang (2005) |
| --- |
| 1. Intro-Live el comienzo del big bang 2. El universo sobre mí 3. Revolución 4. Resurrección 5. Te necesito 6. Marta, Sebas, Guille y los demás 7. Sin ti no soy nada 8. Subamos al cielo 9. Salir corriendo 10. Como hablar 11. En sólo un segundo 12. Toda la noche en la calle 13. Moriría por vos 14. Estrella de mar 15. En el río 16. Rosita 17. Enamorada 18. Big Bang 19. Tarde para cambiar 20. Días de verano 21. Mi alma perdida 22. No soy como tú 23. Salta 24. Esta madrugada 25. Días de verano 26. Moriría por vos 27. Revolución 28. Marta, Sebas, Guille y los demás 29. Tardes |

- El comienzo del Big bang (2005)

Primer DVD en directe d'Amaral. Gravat el 15 de setembre de 2005 al Palau Sant Jordi de Barcelona, Catalunya. Publicat el 28 de novembre del 2005.

### Singles
- Rosita
- Voy a acabar contigo
- No sé qué hacer con mi vida
- Un día más
- Tardes
- Como hablar
- Subamos al cielo
- Cabecita loca
- Nada de nada
- Sin ti no soy nada
- Te necesito
- Toda la noche en la calle
- Moriría por vos
- Estrella de mar
- Salir corriendo
- El universo sobre mí
- Días de verano
- Marta, Sebas, Guille y los demás
- Resurrección
- Revolución
- Kamikaze
- Tarde de domingo rara
- Perdoname